# Naší
Naší (německy Naschau) je zcela zaniklá vesnice v okrese Chomutov. Stála na obou březích Hutné necelé čtyři kilometry jihozápadně od Spořic. Zanikla v letech 1981–1982 v důsledku těžby hnědého uhlí v lomu Nástup.

## Název
První známý název Nimschuch („vezmi boty“) vysvětluje Antonín Profous jako příběh, který měl varovat pocestné před návštěvou daného místa. Později byla úvodní část jména nahrazena neutrálním neu („nový“) a postupnými změnami výslovnosti na Naschau, které František Palacký převedl na české Naší. V průběhu dějin je vesnice uváděna pod názvy Nimschuch (1361), Newschuhen (1367), Newschu (1383), Nuzchue (1413), Neyssa (1548), Nayssa (1623), Naschau (1787) ad.

## Historie
První písemná zmínka o vesnici pochází z roku 1361. Již v té době byly rozlišovány části na pravém a levém břehu. Levobřežní část patřila k hasištejnskému panství, zatímco pravobřežní část vlastnili nejprve Šumburkové a od roku 1367 se stala kadaňským šosovním dvorem.
Mikuláš IV. z Lobkovic roku 1527 prodal hasištejnskou část vsi Václavu Worschovi a za dalších dvanáct let se jejím majitelem stal Jindřich Vidpach z Vidpachu. Po něm ji roku 1548 vlastnil Šebestián z Veitmile, o dva roky později Šmohař z Rochova a v roce 1575 Linhart starší Štampach ze Štampachu. Ke spojení obou dílů vesnice došlo v roce 1615, když kadaňskou část přikoupil Linhart mladší ze Štampachu, pán z nedalekého Ahníkova. O pět let později mu byla vesnice zkonfiskována za účast na stavovském povstání a v roce 1623 ji získali Martinicové. Šosovní povinnosti části vsi ke Kadani od vykoupil hrabě Maxmilián Valentin z Martinic v roce 1660.
Od roku 1678 se stala součástí prunéřovského panství a v roce 1773 spojeného panství Ahníkov–Prunéřov. Dřívější rozdělení mezi dva majitele se projevovalo i ve farní příslušnosti. Zatímco část na pravém břehu patřila ke krbické farnosti, obyvatelé levobřežní části patřili k farnímu kostelu v Kralupech.
Po třicetileté válce v Naší podle berní ruly žili čtyři sedláci a osm chalupníků. Dohromady jim patřilo osmnáct potahů, 21 krav, třináct jalovic, 52 ovcí, 42 prasat a osmnáct koz. Na polích se pěstovala pšenice a žito, které spolu s chovem dobytka tvořily základ zdejšího hospodářství. Obyvatelé se zemědělstvím živili zemědělstvím i dalších staletích, ale brzy se k němu přidalo domácí předení. Hospoda, o které se dochovala zmínka v urbáři z roku 1678, odebírala pivo z vrchnostenského pivovaru v Kralupech. Z řemeslníků zde byli v roce 1794 zaznamenáni jen zedník a dva tesaři. Když došlo v září roku 1896 k přívalové povodni, kdy hladina potoka velmi rychle stoupla v důsledku průtrže mračen o dva metry, uhynulo mnoho dobytka: všechna telata, 45 krav a prasat a mnoho drůbeže.
U vesnice se v dolech Karel, František Xaver a Terezie těžilo hnědé uhlí již před polovinou devatenáctého století v množství okolo 500 tun ročně. Kromě nich zde bylo v provozu více menších dolů. Nejstarším dolem byla Terezie založená v roce 1828 panem U. Melzerem, ve které se ze sloje o mocnosti 2,5 metru těžilo dvojicí šachet hlubokých dvacet a 25 metrů v malém množství až do začátku dvacátého století. Celková produkce dolu se odhaduje na 20 000 – 40 000 t uhlí. V podobných podmínkách se pracovalo v menších dolech Karel, Jana a Jan Evangelista, kde se do postupného ukončení provozu vytěžilo celkem nejvýše sedmdesát tisíc tun uhlí.
Na počátku sedmdesátých let devatenáctého století byl otevřen důl Josef (později Saturn), jehož hlavní šachta hluboká šedesát metrů se nacházela 500 metrů jihozápadně od vesnice. Ze tří slojí se dobývala pouze prostřední o mocnosti sedm metrů a uhlí se lanovkou odváželo do dva kilometry vzdálené železniční stanice v Tušimicích. Okolo dvaceti horníků zde těžilo 6000–8000 tun uhlí ročně, ale již ke konci desetiletí byl provoz ukončen. Obnoven byl v období 1898–1908 a později v letech 1919–1923, kdy zde pracovalo 100–180 horníků, kteří v roce 1921 vytěžili 30 000 tun uhlí. Celková produkce dolu se odhaduje na 350 000 – 400 000 tun uhlí. Ve stejné době jako důl Josef byl asi jeden kilometr jihozápadně od vesnice otevřen důl Humboldt. V podobných podmínkách podmínkách (šest metrů mocná sloj, šedesát metrů hluboká šachta, lanovka do Tušimic) se v něm do roku 1898 vytěžilo asi 300 000 t uhlí. Kromě něj se zde těžily také pyritové proplástky, ze kterých se v Račicích vyráběl kamenec.
V roce 1898 ve vsi žili jen katolíci. Býval v ní mlýn, chudobinec z roku 1877, hostinec a hokynářství, ale děti chodily do školy v Račicích, četnická stanice byla v Březně a pošta v Kralupech. V první polovině devadesátých let devatenáctého století byl založen Hasičský dobrovolný spolek a Zemědělský spolek, který se roku 1893 spojil se spolkem pro pojišťování zvířat.
Po odsunu Němců se nepodařilo vesnici dosídlit, i když se sem přestěhovali lidé z Kladenska a jedna rodina volyňských Čechů. Přesto zde byla ještě v polovině dvacátého století mateřská škola a obchod se smíšeným zbožím. Autobus však do vesnice nejezdil a na vlak lidé museli chodit až na zastávku v Krbicích. Na pozemcích hospodařilo jednotné zemědělské družstvo sloučené roku 1960 s JZD Krbice a Račice.
Během sedmdesátých let se vesnice ocitla v dobývacím prostoru Lomu Nástup –Tušimice, a proto bylo rozhodnuto o jejím zániku. Likvidační záměr byl připraven začátkem roku 1980. Ve vsi v té době žilo 31 lidí. Deset rodin se přestěhovalo do Chomutova a jedna si pořídila rodinný dům jinde. V letech 1981–1982 byla vesnice zbořena.

## Přírodní poměry
Naší stávala v katastrálním území Krbice, asi šest kilometrů jihozápadně od Chomutova v nadmořské výšce 293 metrů. Na západě sousedila s Račicemi a na východě s Brany. Protékala jí říčka Hutná. Oblast je součástí Mostecké pánve, resp. jejího okrsku Březenská pánev, tvořeného miocenními jezerními jíly a písky mosteckého souvrství se slojemi hnědého uhlí. Povrch byl v okolí vesnice změněn povrchovou těžbou uhlí. V rámci Quittovy klasifikace podnebí Naší stála v teplé oblasti T2, pro kterou jsou typické průměrné teploty −2 až −3 °C v lednu a 18–19 °C v červenci. Roční úhrn srážek dosahuje 550–700 milimetrů, počet letních dnů je 50–60, počet mrazových dnů se pohybuje mezi 100–110 a sněhová pokrývka zde leží průměrně 40–50 dnů v roce.

## Obyvatelstvo
Při sčítání lidu v roce 1921 zde žilo 164 obyvatel (z toho 85 mužů), kteří byli kromě dvou Čechoslováků a deseti cizinců německé národnosti. Devět jich patřilo k evangelickým církvím, jeden k církvi československé, jeden člověk byl bez vyznání a ostatní byli členy římskokatolické církve. Podle sčítání lidu z roku 1930 měla vesnice 217 obyvatel: dva Čechoslováky a 215 Němců. S výjimkou deseti lidí bez vyznání se ostatní hlásili k římskokatolické církvi.
|                                                                              | 1869 | 1880 | 1890 | 1900 | 1910 | 1921 | 1930 | 1950 | 1961 | 1970 | 1980 |
| ---------------------------------------------------------------------------- | ---- | ---- | ---- | ---- | ---- | ---- | ---- | ---- | ---- | ---- | ---- |
| Obyvatelé                                                                    | 139  | 168  | 145  | 113  | 124  | 164  | 217  | 137  | 94   | 64   | 14   |
| Domy                                                                         | 24   | 27   | 27   | 26   | 23   | 24   | 32   | 34   | .    | 20   | 6    |
| Počet domů z roku 1961 je zahrnut v celkovém počtu domů místní části Krbice. |      |      |      |      |      |      |      |      |      |      |      |

## Obecní správa a politika
Při sčítání lidu v letech 1869–1950 byla Naší obcí v okrese Chomutov. Od roku 1961 patřila jako část obce ke Krbicím a k 1. lednu 1981 zanikla.
Při volbách do obecních zastupitelstev konaných 22. května 1938 v Naší žilo 122 voličů. Volby však neproběhly, protože kandidátní listinu podala pouze Sudetoněmecká strana, která se tak automaticky stala vítězem voleb.

## Pamětihodnosti
Na návsi u rybníka stávala od roku 1767 kaple se sanktusovou vížkou. Barokní kamenný kříž z Naší stojí u silnice jihovýchodně od Blahuňova. Kříže však ve vesnici byly tři: jeden u cesty do Bran z roku 1780, druhý u cesty do Spořic z roku 1800 a třetí z roku 1903. Do okolí Místa byly převezeny také další plastiky.